# Moses Hart

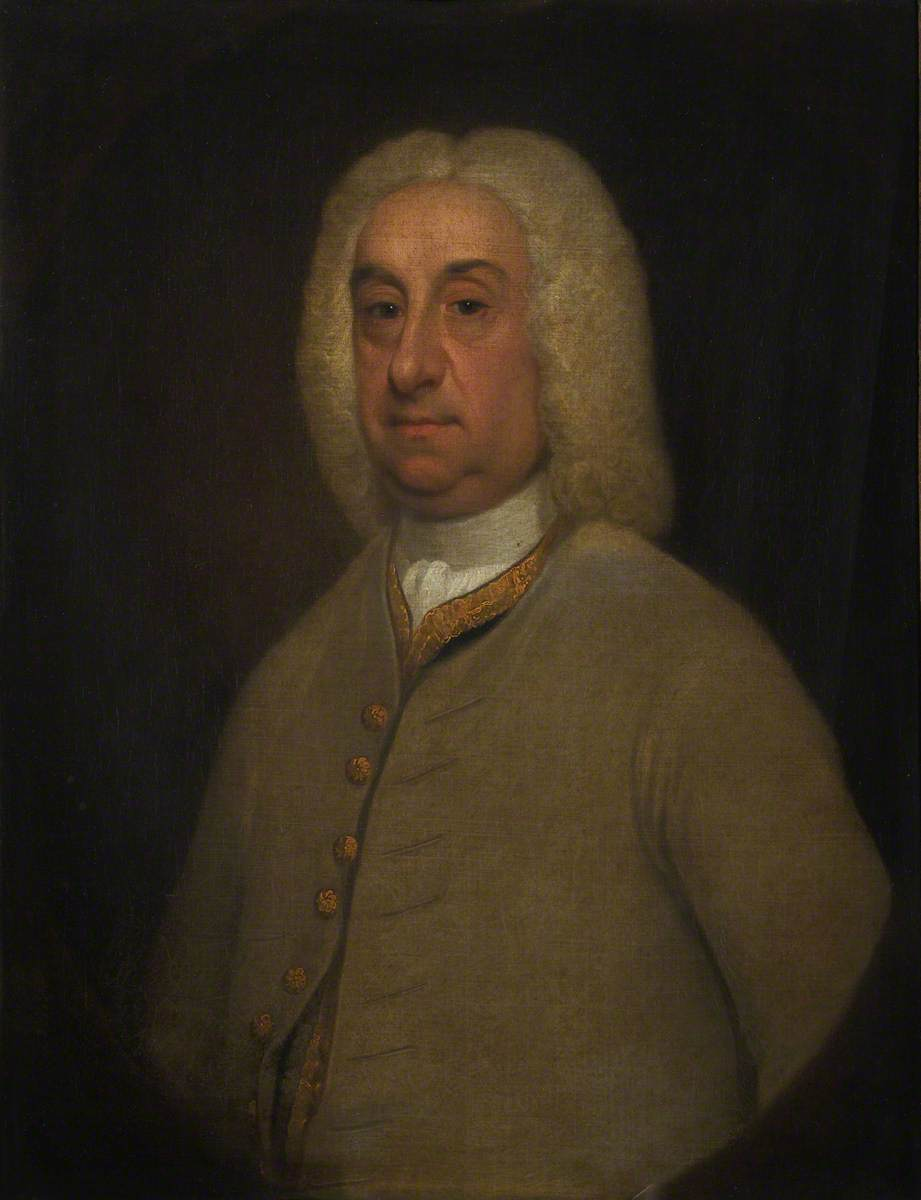
Moses Hart

Moses Hart (hebräisch משה הרט‎; * 1675 in Breslau; † 1756 in London) war ein englischer Geschäftsmann und Gründer der Duke's Place Synagogue (Große Synagoge von London). Er war Bruder von Rabbi Aaron Hart, des Großrabbiners der aschkenasischen Juden in England. Er wird als Führer der seinerzeitigen aschkenasischen Judenheit von London angesehen.